# Kalifornikacija
Kalifornikacija (engl. Californication) je američka TV serija čije tvorac Tom Kapinos. Serija ima 84 epizode i premijerno je emitovana na Showtime-u od 13. avgusta 2007. do 29. juna 2014. Serija prati Henka Mudija (Dejvid Duhovni), problematičnog pisca koji se seli u Kaliforniju i pati od manjka inspiracije za pisanje. Njegova pijanstva, nemoral i zloupotreba droga komplikuju mu odnose sa dugogodišnjom ljubavnicom Karen (Natascha McElhone) i njihovom ćerkom Bekom (Madeleine Martin). 
Sporedni likovi u seriju su Henkov najbolji prijatelj i agent Čarli Rankl (Evan Handler), i Čarlijeva supruga, Marsi (Pamela Adlon). Teza na tu temu su seks, droga i rock and roll. Serija je bila nominovana za mnoge nagrade i osvojila ih je nekoliko, uključujući osvajanje dve Emmi nagrade (nominovana za još dve druge) i jedan Zlatni globus (nominovana za pet drugih).

## Radnja serije
Glavni lik serije je Hank Moody (David Duchovny), nekadašnji poznati pisac, koji preseljenjem u Kaliforniju doživljava "piščevu blokadu". Dok živi raskalašenim životom, uživajući u alkoholu, drogama i ženama, istovremeno nastoji popraviti odnos sa svojom bivšom ženom Karen i kćerkom Beccom.

## Glumačka postava

### Glavni likovi
- Hank Moody ( David Duchovny )
- Karen van der Beek ( Natascha McElhone ) - Hankova bivša žena
- Rebecca "Becca" Moody ( Madeleine Martin ) - kćerka Hanka i Karen
- Charlie Runkle ( Evan Handler ) - Hankov agent
- Marcy Runkle ( Pamela Adlon ) - Charlijeva bivša supruga[1]

### Sporedni likovi
- Mia Lewis ( Madeline Zima ) - kćerka Billa Lewisa (sezone 1-4)
- Richard Bates ( Jason Beghe ) - bivši profesor Karen van der Beek, a kasnije i suprug (sezone 3-5)
- Stu Beggs ( Stephen Tobolowsky ) - filmski producent i Marcyin dečko, a posle i suprug (sezone 4 i 5)
- Tyler ( Scott Michael Foster ) - Beccin dečko (sezona 5)[2]

## Zanimljivosti
Rock sastav Red Hot Chili Peppers 2007. godine je podneo tužbu protiv serije, jer su za njen naslov bez dopuštenja iskoristili ime njihovog poznatog albuma i singla (Californication). Takođe je zanimljivo da su imena Hankovih romana, zapravo imena albuma thrash metal grupe Slayer: South of Heaven, Seasons in the Abyss i God Hates Us All. Takođe, u prvoj sezoni se čekanje na novo Hankovo delo, upoređuje s čekanjem novog albuma Guns N' Rosesa, Chinese Democracy, na kojeg se čekalo više od deset godina.